# بيتزا نابولي (بغداد)
بيتزا نابولي هو مطعم بيتزا في بغداد، العراق. كان المالك وليد البياتي عاش سابقًا في إيطاليا، وأسس مع شقيقه المطعم يوم السبت، 27 يونيو 2003  عندما سقطت حكومة صدام حسين بعد غزو العراق. لقد حقق نشاطًا تجاريًا سريعًا في بيع البيتزا لقوات التحالف، وحتى أنه تلقى هاتفًا محمولًا من القوات الأمريكية حتى يتمكن من تلقي الأوامر. كان المطعم أيضًا شائعًا لدى المراسلين الغربيين بما في ذلك رئيس مكتب واشنطن بوست راجيف شاندراسيكاران الذي كان يطلب العديد من البيتزا لموظفيه.
عند عودته من إيطاليا، استأجر البياتي مساحة في شارع يافا على الجانب الشمالي من المنطقة الخضراء. على الرغم من أن البيتزا لم تكن تحظى بشعبية كبيرة في العراق، فقد شرع في بناء مطعم إيطالي أصيل. استأجر عامل بناء محلي لبناء فرن بيتزا يعمل بالحطب، واستخدم مصنع ألبان بالقرب من سجن أبو غريب لصنع جبن موزاريلا حسب الطلب ومزارعًا زرع طماطم مماثلة لتلك التي تزرع في توسكانا. جاء الريحان والأوريجانو من حديقته الخاصة. كان على العمل أن يتحمل انقطاع التيار الكهربائي المتكرر.
عانى المطعم مع اندلاع التمرد في العراق وفي ديسمبر 2004، فجر انتحاري خارج مقر التحالف وألحق أضرارًا بالغة بالمطعم والمباني الأخرى المجاورة. بعد التفجير، تم تعزيز الأمن في الشارع الذي يقع فيه المطعم. في حين أن بيئة العمل كانت أكثر أمانًا، بحلول عام 2008 كانت الأعمال التجارية معطلة واستخدمها عدد أقل من المراسلين الصحفيين. ومع ذلك، ظل العمل مفتوحًا.

## روابط خارجية
- فرصة الشم، رجل أعمال ينقض
- تأثر السكان المحليون بشدة جراء التفجير الانتحاري بالقرب من مقر التحالف